# Mexikanska köket
Det mexikanska köket skiljer sig från region till region men är huvudsakligen uppbyggt av tre viktiga råvaror: majs, bönor och squash. Andra viktiga råvaror är till exempel ris, avocado (ofta i formen av guacamole), chilipeppar, tomat och papaya.
Mexikanska köket är stort, omfattande och kan sägas vara ett fusionkök med influenser från aztekisk mat, mayakök, europeisk mat, främst spansk och fransk samt influenser från Asien genom handelsrutten mellan Manila och Acapulco.
Kakao, vanilj, jordnötter och avokado kommer från Mexiko. Andra råvaror som blev kända via Mexiko är papaya, ananas, tomat, kalkon, squash, sötpotatis och avokado. 
Populära rätter är exempelvis tortillas, burritos, tamales, enchiladas och quesadillas.